# سيمون مايلز
سيمون مايلز (2 يونيو 1966 في المملكة المتحدة - ) (بالإنجليزية: Simon Myles)‏ هو لاعب كريكت بريطاني. شارك مع منتخب هونغ كونغ للكريكت. أما مع النوادي، فقد لعب مع نادي وارويكشاير للكريكيت ‏ ونادي مقاطعة ساسكس للكركيت ‏ وBerkshire County Cricket Club ‏ وCumbria County Cricket Club ‏ والمقاطعات الوطنية للكريكيت الإنجليزي والويلزي ‏ ونادي مقاطعة ستافوردشاير للكريكت ‏.